# Villa Brignole Sale
La villa Brignole Sale  è una storica dimora nobiliare di Genova. Situata in via San Nazaro, storica crêuza del quartiere residenziale di Albaro, fu realizzata all'inizio del Seicento con il rifacimento di un precedente edificio cinquecentesco.

## Storia

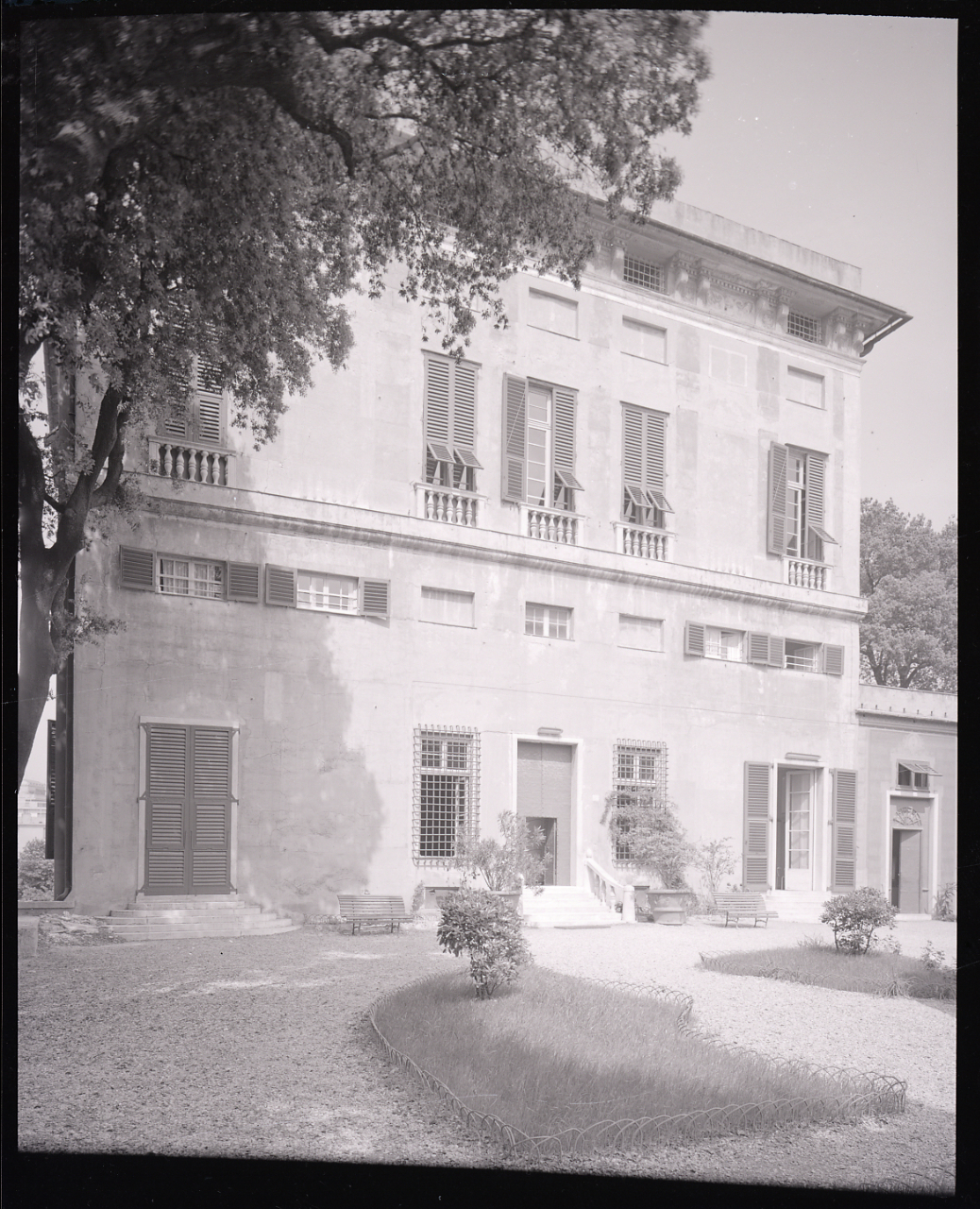
Foto di Paolo Monti, 1963

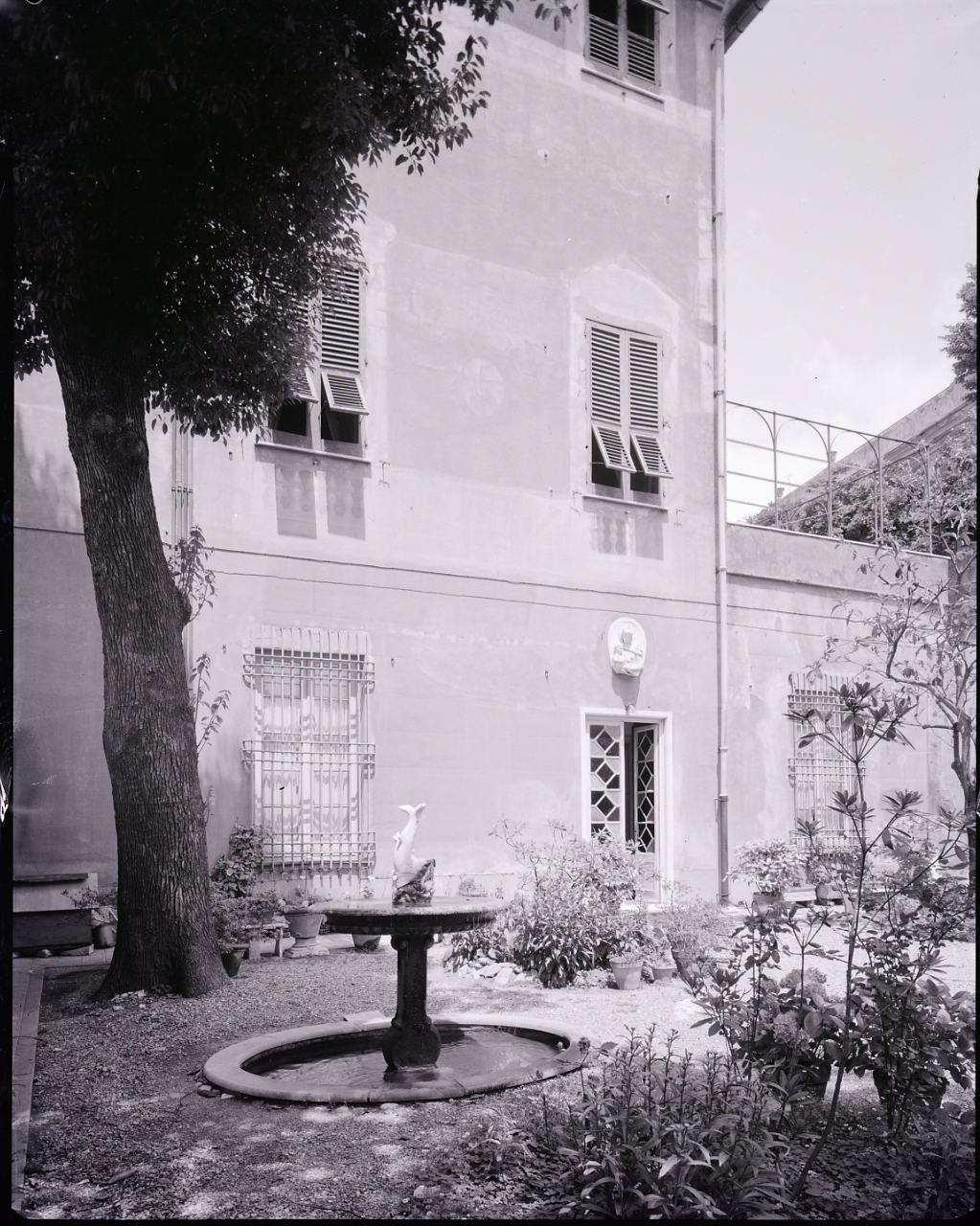
Foto di Paolo Monti, 1963

La villa venne realizzata all'inizio del Seicento da un architetto della scuola di Bartolomeo Bianco, ristrutturando una villa già esistente acquistata nel 1584 da Giulio Sale, marchese di Groppoli. La villa passò alla figlia Geronima e al genero Gio. Francesco Brignole, che vi apportò numerose modifiche. Gio. Francesco Brignole e ancor di più il figlio Anton Giulio Brignole Sale, amanti delle arti, della musica e della letteratura, ospitarono nella villa illustri uomini di cultura del loro tempo, tra i quali il poeta savonese Gabriello Chiabrera.
Nei secoli successivi la villa passò ai discendenti della famiglia, tra i quali un altro Giovanni Francesco Brignole Sale, doge nel difficile periodo tra il 1746 e il 1748. Nel 1868 la proprietà giunse per via ereditaria a Lodovico Melzi d'Eril e nel 1882 fu venduta alle suore marcelline e trasformata in un educandato femminile. Ancora oggi è un istituto scolastico, con asilo nido, scuola materna e scuola primaria, ma in passato c'era anche la scuola media e un istituto superiore.
L'edificio fu gravemente danneggiato da un bombardamento aereo il 7 novembre 1942, con la distruzione dall'ala meridionale, della cappella e della copertura dell'edificio principale, che vennero ricostruiti  nel dopoguerra rispettando per quanto possibile la struttura originaria.

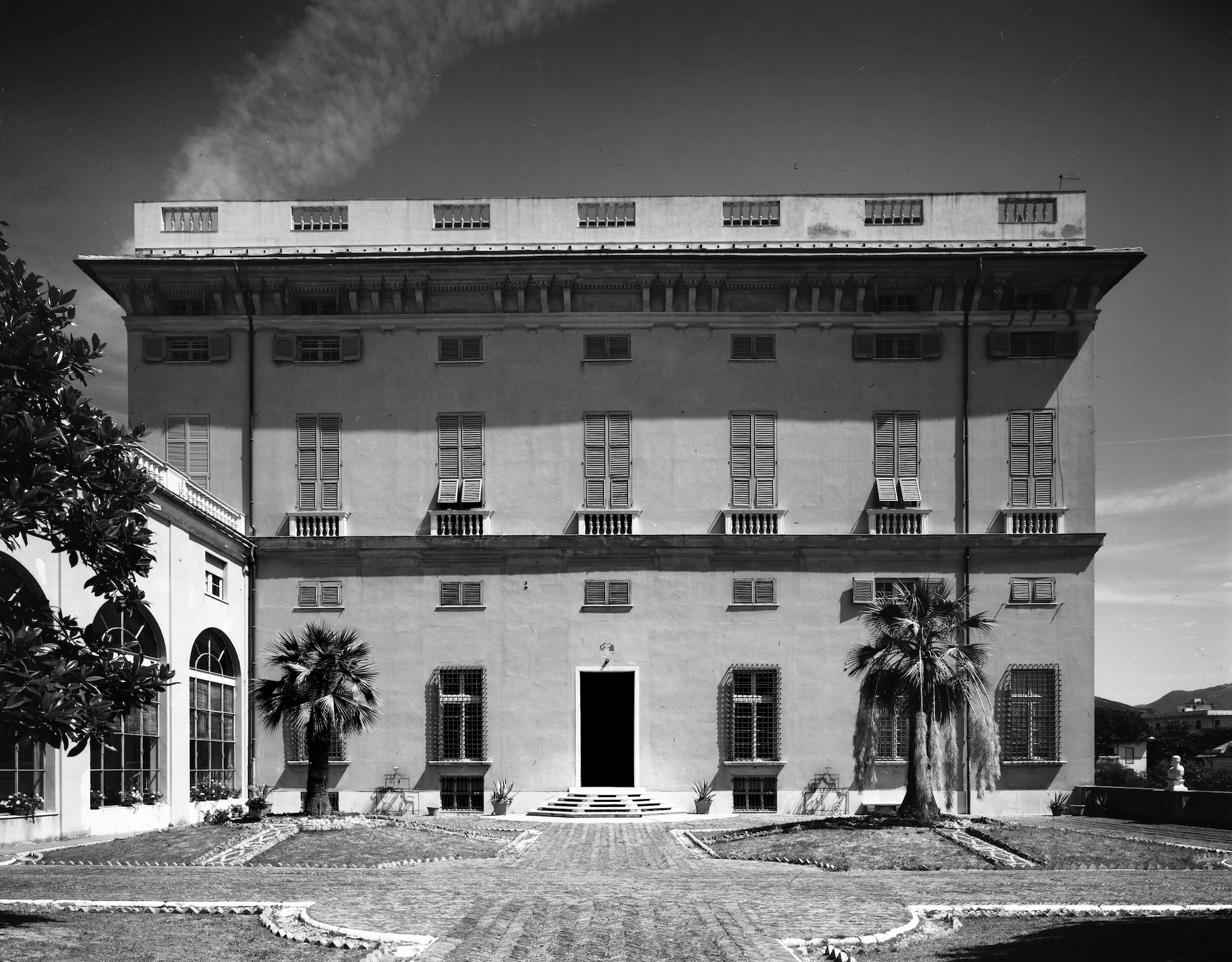
Esterno

## Struttura
L'edificio si compone di un corpo centrale a pianta quadrangolare con due lunghe ali che terminano con due ampi volumi. Il prospetto principale si affaccia su un giardino all'italiana delimitato dall'ala meridionale e dalla cappella, collegato con il grande parco sul lato di levante, fitto di viali e pergolati e dolcemente digradante verso l'ingresso principale, che oggi si apre su viale Zara.
All'interno vi è un imponente atrio, in fondo al quale dietro ad un fondale di colonne si sviluppa un'ampia scala ad un'unica rampa.
I danni della guerra hanno distrutto gli affreschi di Giacomo Boni e la decorazione a stucco.

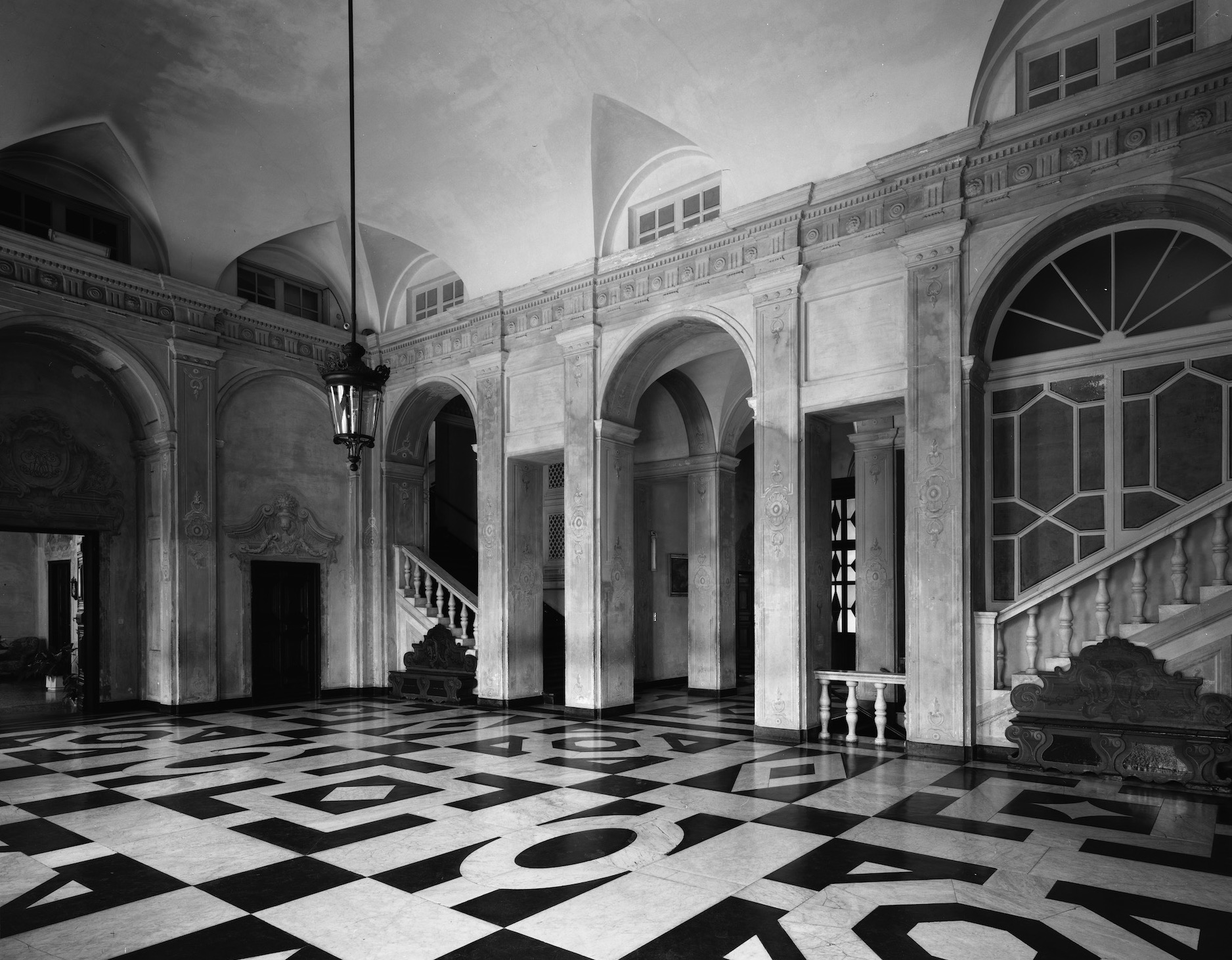
Interno della Villa